# Łańcuch orderowy

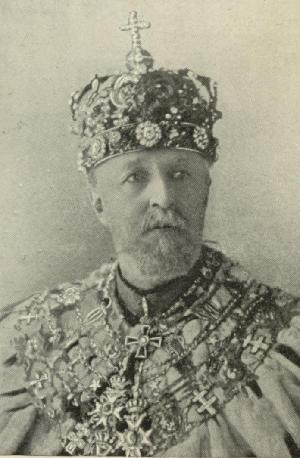
Król Szwecji i Norwegii Oskar II z łańcuchami wszystkich orderów szwedzkich, które występują w tej formie, oraz Orderem Karola XIII na wstędze

Łańcuch orderowy – używany w falerystyce termin określający naszyjnik oznaczający zazwyczaj najwyższy stopień orderu, przysługujący głowom państwa jako jego wielkim mistrzom, męskim członkom rodzin panujących, lub też – w przypadku np. austriacko-hiszpańskiego Orderu Złotego Runa, włoskiego Orderu Annuncjaty czy serbskiego Orderu św. Łazarza występujących tylko w formie łańcucha – przysługuje wszystkim kawalerom danego orderu.

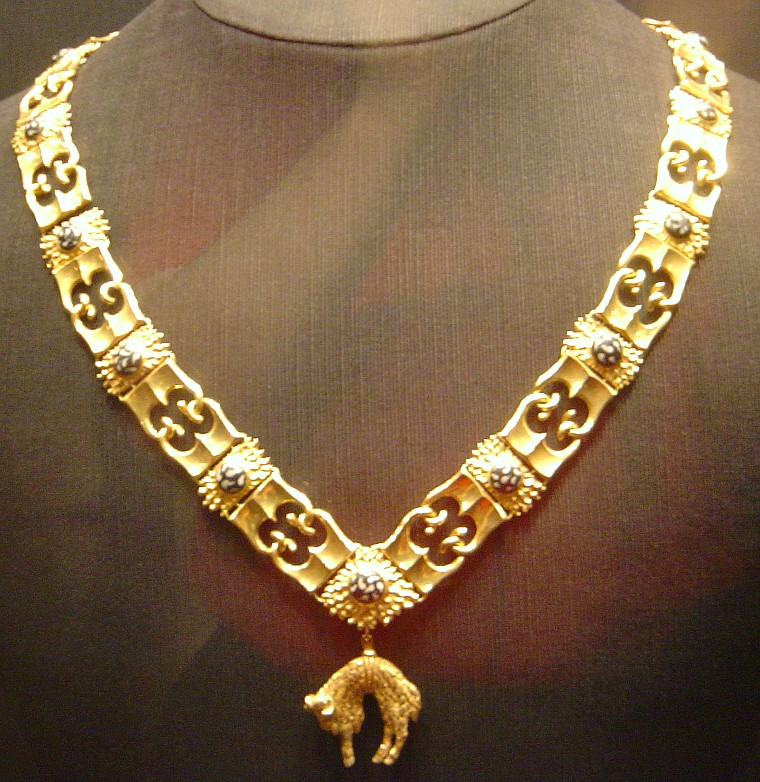
Łańcuch Orderu Złotego Runa

## Zarys historii
Już dawne zakony rycerskie używały w celu oznaczenia członkostwa prostych naszyjników, na których zawieszona była oznaka zakonu. Pierwszy nowoczesny łańcuch stworzył król Anglii Henryk VII dla Orderu Podwiązki: składał się z ogniw dwóch rodzajów, czerwonego krzyża św. Jerzego, nałożonego na symbol niebieskiej podwiązki, i tzw. Czerwonej Róży Lancastrów. Wnuk Edward VI zmienił wygląd łańcucha, który do dziś ma tylko ogniwa w postaci czerwonych róż, wiązanych złotymi węzłami.
Drugi w historii łańcuch orderowy pojawił się na portrecie założyciela Orderu Złotego Runa, księcia Burgundii Filipa III Dobrego z roku 1430: składał się z czarnych „skałek” (krzesiw), z których wychodziły złote promienie, oraz złotych pierścieni.
Łańcuchy orderowe stały się szczególnie popularne w XVII wieku, w okresie kochającego przepych baroku. Później, w XVIII i XIX wieku, nowe statuty ograniczyły noszenie łańcucha, przyznając go tylko głowom państw jako wielkim mistrzom, albo nadając mu status specjalnego odznaczenia przyznawanego (lub nie) wraz z nadaniem Wielkiego Krzyża. Kilkoma wyjątkami pozostały włoski Order Annuncjaty, zawsze noszony na łańcuchu (nawet pierwotnie zwany Ordine del Collare), norweski Order Lwa Norweskiego, posiadający tylko łańcuch, lub serbski order św. Łazarza czy pruski Order Czerwonego Orła, których łańcuch był oznaką władzy królewskiej i noszony być mógł tylko przez monarchę. W przypadku szkockiego Orderu Ostu jego łańcuch jest zakładany tylko w szczególne Collar Days. Także ustanowiony w roku 1993 Order Republiki Serbskiej w Bośni i Hercegowinie należy do wyjątków, gdyż jest noszony przeważnie tylko na łańcuchu („ogrlici”).

## Współczesność
Obecnie łańcuchy orderowe są na ogół insygniami najwyższego urzędu państwowego (z wyjątkiem orderów brytyjskich): tylko prezydent Francji ma prawo nosić łańcuch Legii Honorowej, tylko prezydentowi Rosji przysługuje łańcuch Orderu „Za zasługi dla Ojczyzny”. Do zmiany konstytucji w roku 1975 król Szwecji zawsze zakładał z okazji wygłoszenia mowy tronowej przy otwarciu sesji Riksdagu łańcuchy wszystkich królewskich orderów szwedzkich występujących w tej formie: Serafinów, Gwiazdy Polarnej, Miecza i Wazów, nosząc order o najwyższej precedencji – Order Serafinów – jako pierwszy od dołu.
Łańcuchy orderowe często stosowano w heraldyce, otaczając nią herb państwowy czy szlachecki: występowały w tzw. Wielkich Herbach Prus, Austrii, Rosji, Danii, Szkocji, Szwecji oraz wielu pomniejszych państw niemieckich. Najnowsze przypadki to stworzony przez Adama Heymowskiego herb Lecha Wałęsy jako kawalera szwedzkiego orderu Serafinów otoczony łańcuchem tego odznaczenia, czy przybrany przez jugosłowiańskiego królewicza Aleksandra nowy herb dynastyczny, otoczony łańcuchem serbskiego Orderu św. Łazarza. Od XX wieku łańcuchy orderowe nosi się już tylko podczas wielkich uroczystości (na ogół tylko do fraka lub munduru czy sukni balowej) w obecności głów państw, członków domów panujących i w dni przewidziane w statucie danego orderu.

## Łańcuch Orderu Orła Białego

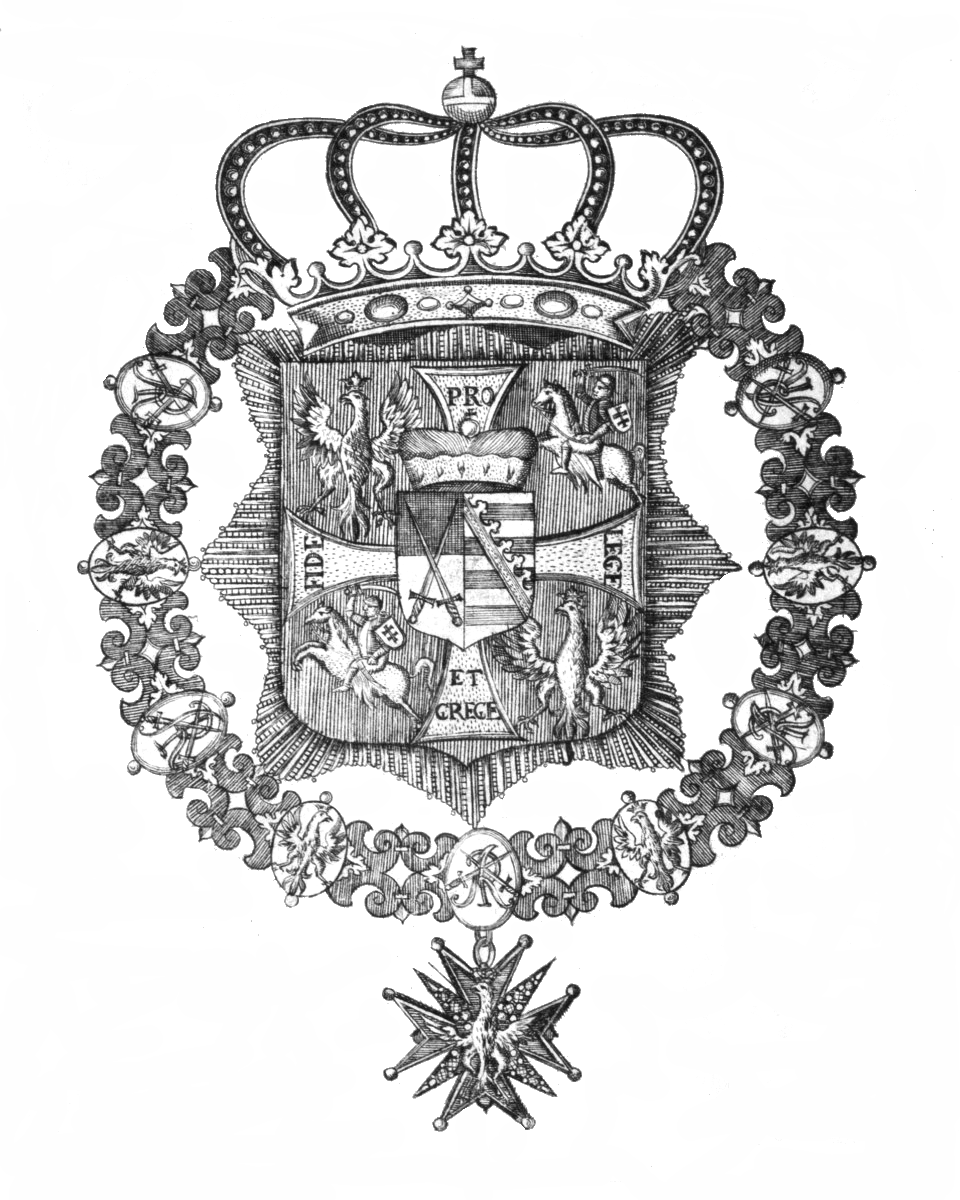
Herb Augusta Mocnego z łańcuchem Orderu Orła Białego

Z polskich orderów łańcuch posiadał tylko Order Orła Białego, w wersjach Wettynów, Stanisława Augusta i carskiej. Ustawa z 3 lutego 1921 roku przewidywała łańcuch jako jedną z oznak odznaczenia, ale nigdy go nie wykonano i nie noszono. „Ceremoniał wręczania oznak wielkiego mistrza orderu” przy obejmowaniu urzędu Prezydenta RP przez nowoobraną osobę przewidywał jednak co następuje: „Kanclerze orderów po wygłoszeniu okolicznościowych przemówień (przy czym pierwszy zabiera głos kanclerz Orderu Orła Białego) wręczają nowemu wielkiemu mistrzowi specjalne dyplomy, stwierdzające otrzymanie tej godności, wraz z oznakami obu orderów (łańcuchem i wielką wstęgą Orderu Orła Białego oraz Wielką Wstęgą Orderu Odrodzenia Polski”) (Kodeks Orderowy, art. 287).
Według niektórych danych PRL (wówczas jeszcze, do 1952, zwanej RP) planował (zawiesiwszy nadawanie Orła Białego) stworzenie łańcucha dla Orderu Polonia Restituta, który miał się składać z herbów ówczesnych 17 województw i oznaki orderu, ale i do tego nie doszło. W obecnej III RP łańcucha Orła Białego nie przywrócono i nie stworzono łańcucha dla Polonia Restituta.